# Пауль Штреле
Пауль Штреле (нім. Paul Strähle; 20 травня 1893, Шорндорф — 8 травня 1985, Шорндорф) — німецький льотчик-ас і підприємець, піонер аерофотозйомки, лейтенант Вюртемберзької армії, оберст резерву люфтваффе.

## Біографія
1 жовтня 1913 року вступив у 4-й батальйон повітряних кораблів, але перед Першою світовою війною вийшов із його складу і зустрів війну в піхоті. В 1915 році Штреле зумів вступити до льотної школи, де отримав льотний сертифікат і був посланий 26 червня 1916 року в 4-й армійський льотний парк, а звідти 15 липня — в 213-й льотний дивізіон. 5 вересня 1916 року направлений в 7-й запасний льотний дивізіон для проходження підготовки на пілота винищувача і після її завершення 27 жовтня отримав призначення у 18-ту винищувальну ескадрилью. 1 січня 1918 року очолив щойно сформовану 57-му винищувальну ескадрилью, якою керував до кінця війни. Після останньої (15-ї) повітряної перемоги 27 вересня був поранений у бою, але повернувся до своєї ескадрильї за кілька днів.
Після закінчення Першої світової війни вивчав інженерну справу у Вищому технічному училищі Штутгарта і в 1919 році придбав 3 демілітаризовані літаки Halberstadt CL.IV, проте за умовами Версальського договору вони були конфісковані 1920 року. Через рік Штреле зміг викупити їх в Репараційної комісії за ціну, що вдесятеро перевищувала початкову, і став першим приватним підприємцем, який звернувся за ліцензією на поштові та пасажирські рейси. З того часу він регулярно літав між Штутгартом і Констанцом, а з 1922 року — з Беблінгена в Нюрнберг. В 1923 році йому довелося припинити роботу своїх авіакомпаній через фінансові труднощі, оскільки держава субсидувала лише Deutsche Aero Lloyd та Junkers Luftverkehr. З 1921 по 1923 рік, згідно з бортовими журналами, повітряний транспорт Штреле перевіз 825 пасажирів і 5235 кг пошти з відривом 119 712 км.
Потім Штреле спеціалізувався на спортивних польотах зі стрибками з парашутом та аерофотозйомкою. Незважаючи на те, що через місце розташування він в основному фотографував пейзажі та Вюртемберга, він також робив фотографії в інших регіонах, таких як Берлін, Бреслау, Дрезден і Гамбург. Між 1919 і 1938 роками, коли Штреле довелося припинити цю діяльність, він зробив понад 42 000 перспективних знімків з висоти пташиного польоту, багато з яких використовувалися як моделі для листівок або книжкових ілюстрацій.
Штреле був членом НСДАП та НСФК. Будучи офіцером люфтваффе, він, зокрема, брав участь у повітряній розвідці під час Другої світової війни, дислокувався на Східному фронті. Експонований матеріал проявлявся у вантажівках, які були перетворені для цієї мети на мобільні фотолабораторії відповідно до планів Штреле. Збереглася також приватна кіноплівка Штреле про перебіг війни у Радянському Союзі.
Після процесу денацифікації, який тривав кілька років у трибуналі Шорндорфа, Штреле було визнано «денацифікованим» у 1950 році. В апеляційному процесі його перевели із групи III («незначно винний») до групи IV («пособник»). Після того, як у середині 1950-х років союзники схвалили німецький повітряний рух, Штреле відновив свою діяльність з аерофотозйомки і до кінця десятиліття зробив ще 9000 аерофотознімків, які досі зберігаються в сімейних архівах.

## Сім'я
Син — підприємець та автогонщик Пауль-Ернст Штреле.

## Нагороди
- Залізний хрест
  - 2-го класу
  - 1-го класу (17 березня 1917)
- Нагрудний знак військового пілота (Пруссія)
- Почесний кубок для переможця у повітряному бою
- Орден «За військові заслуги» (Вюртемберг), лицарський хрест (24 травня 1917)
- Королівський орден дому Гогенцоллернів, лицарський хрест з мечами (9 серпня 1917)
- Нагрудний знак «За поранення» в чорному
- Пам'ятний знак пілота (Пруссія)
- Почесний хрест ветерана війни з мечами
- Нагрудний знак спостерігача
- Медаль «У пам'ять 13 березня 1938 року»
- Орден «За заслуги перед Федеративною Республікою Німеччина», офіцерський хрест (1969)
- Плакета повітряного спорту (1972)